# Paraskeva Drapšin
Paraskeva Drapšin, en serbio: Параскева Драпшин, Paraskeva Drapšin; (Turija, Srbobran, entonces República Federativa Socialista de Yugoslavia hoy Serbia, 20 de marzo de 1938) es una higúmenia abadesa de Monasterio de Jazak de la Iglesia Ortodoxa Serbia, desde el 1990. 

## Biografía
La abadesa Paraskeva (Drapšin) nació el 20 de marzo de 1938 en el pueblo de Turija, cerca de Srbobran, de padres piadosos y virtuosos. Su tío es el general Petar Drapšin y su abuelo era un luchador de Salónica. Recibió su educación primaria en su ciudad natal y en Srbobran.
Con la bendición del obispo de Srem, Sr. Nikanor Iličić, en 1953, a la edad de 15 años, llegó al abandonado de Monasterio de Jazak en Fruška Gora. No pasó mucho tiempo y su madre, la abadesa Angelina, se unió a ella en la vida monástica. Durante más de diez años, ellas dos, junto con varias otras monjas, vivieron sin electricidad ni agua en condiciones prácticamente inhumanas.
Después de cinco años de prueba, fue ordenada monja en Jazko el 4 de febrero de 1958 por el obispo de Hvostan, Sr. Varnava Nastić, recibiendo el nombre monástico de Paraskeva. Después del fallecimiento de la abadesa Angelina Drapšin el 20 de noviembre de 1990, y por decisión del obispo de Srem, Sr. Vasilij Vadić, fue nombrada abadesa de esta sagrada familia, donde dirige con éxito la hermandad por 33 años.
Gracias a la abadesa Paraskeva, en 1996, el interior del monasterio fue renovado en general, incluyendo trabajos de pintura y pintura, restauración de muebles de madera, restauración del techo y reparación del piso. Se adquirieron dos polijelas nuevas de latón, fundidas y lacadas. En 2003 se instalaron nuevas ventanas en la iglesia y en 2005 el techo se cubrió nuevamente con cobre.
También se restauraron el campanario, la muralla y la valla que rodea el monasterio, mientras que en la puerta se plantó una encantadora variedad de flores y otras plantas. El acceso al templo y el camino que lo rodea, así como el atrio en la planta baja, están hechos de losas de piedra y se ha construido un aparcamiento para coches y autobuses.